# NGC 5102

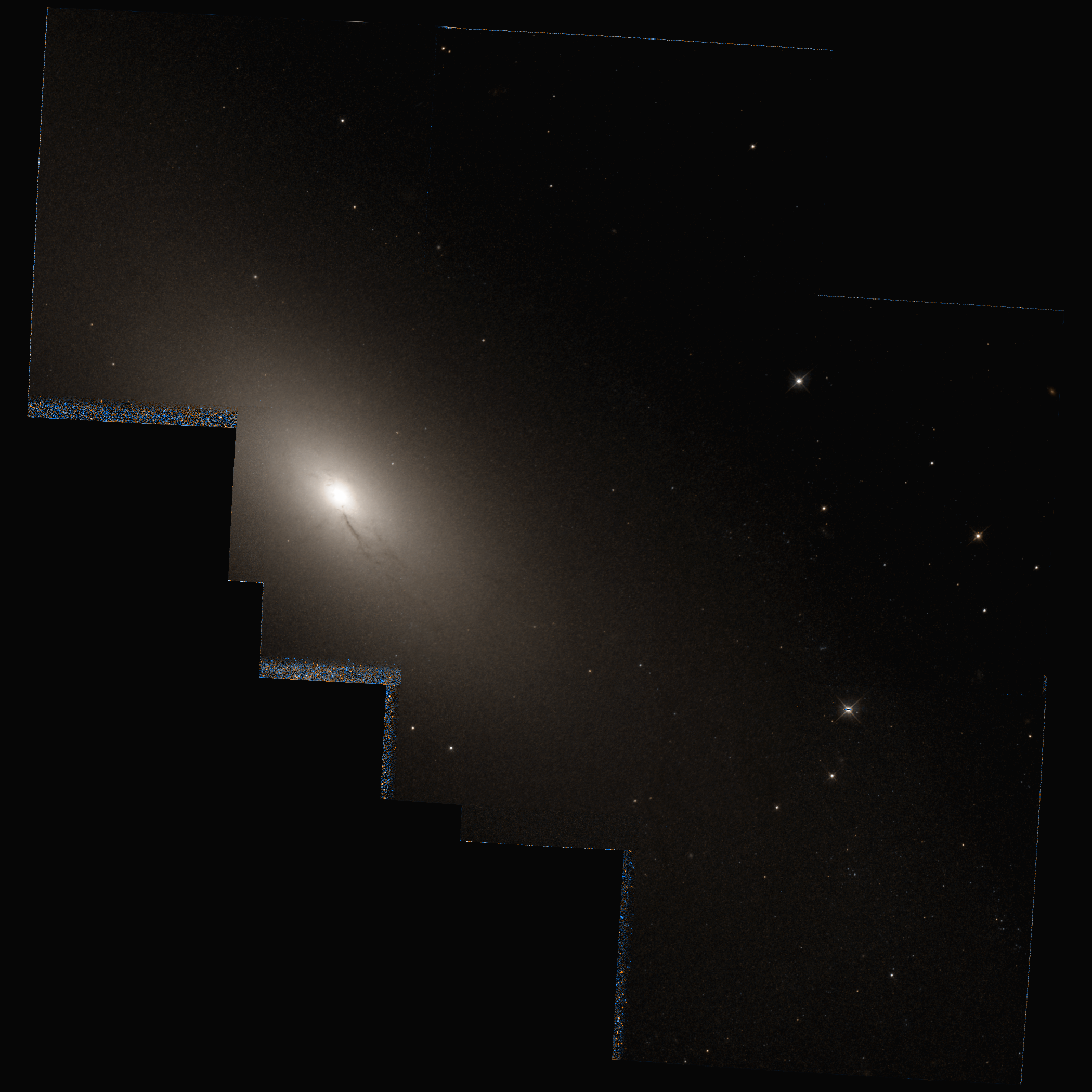
NGC 5102 (Telescopio Spaziale Hubble)

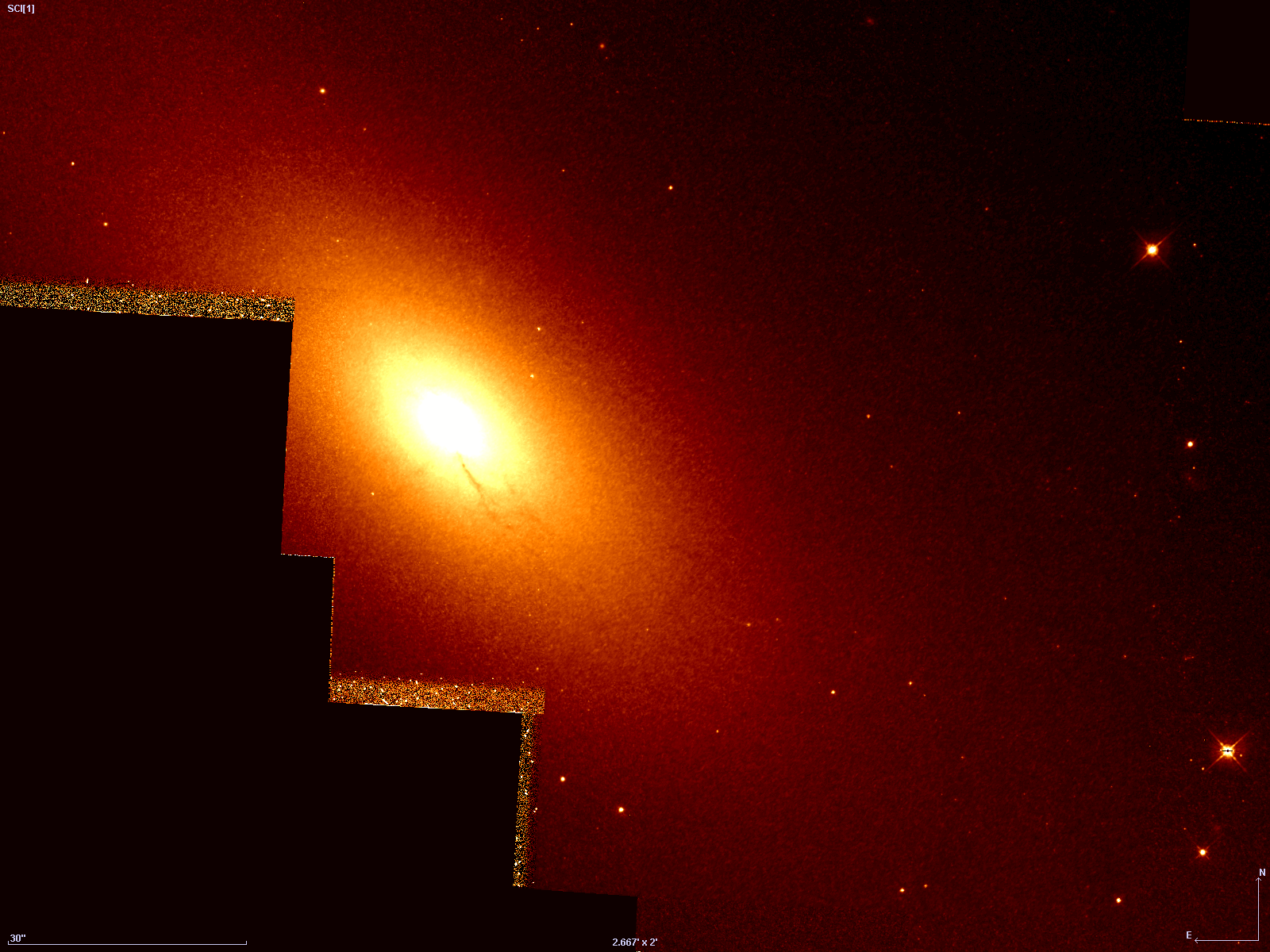
NGC 5102

NGC 5102 è una galassia lenticolare nella costellazione del Centauro.
Si trova 15' ad est della stella ι Centauri, tanto vicina che la sua luminosità ne disturba l'osservazione. Si tratta di una galassia lenticolare, visibile in un telescopio riflettore come una ellisse allungata in senso NE-SW, con un centro luminoso e ben definito. La sua distanza non è notevole, dato che si aggira sui 12 milioni di anni-luce dalla Via Lattea, ma le sue dimensioni sono esigue, inferiori a quelle della Galassia del Triangolo.